# ロークスマウェ
ロークスマウェ（インドネシア語: Kota Lhokseumawe, アチェ語: Lhôk Seumaw‘è, ジャウィ文字: لهوکسيوماوي‎）はインドネシアのスマトラ島北部、アチェ州で2番目に大きい都市である。面積は181.06km2で、人口は18万200人(2014年推定)。

バンダ・アチェとメダンの間にあるため、アチェ州の経済で重要な役割を果たしている。ロークスマウェという名は「ローク」(深い湾や海溝)と「スマウェ」からなり、バンダ・サクティの沖合の渦潮を意味する。かつては北アチェ県の一部だった。

## 歴史

### 植民地時代以前

イスカンダル・ムダ王の時代のアチェ王国の地図

13世紀頃、サムドラ・パサイ王国が現在のロークスマウェを含む領域に樹立された。
1511年、アリ・ムハヤット・シャーがアチェ王国を樹立した。同年ポルトガルがマラッカを占領した結果、多くのイスラム商人がマラッカ海峡を越えてアチェ王国との貿易量を増やした。
17世紀、アチェ王国の領土と政治的影響力はイスカンダル・ムダ王の時代にタイ南部のサトゥンからマレー半島のジョホール、現在のリアウ州のシアクまで及んだ。他の非ジャワ人王国のように、アチェ人は内陸よりも海洋に領域を拡大していった。スマトラ島を南下したアチェ王国は、オスマン帝国・オランダ領東インドと同盟し、マラッカ海峡の対岸のジョホール王国・ポルトガル領マラッカと争った。アチェ王国は米の自給率を上げるよりも、ジャワ島北部からの輸入に深く依存した。

18世紀、アチェ人の軍事力は徐々に弱まり、スマトラ島のパリアマンをオランダに奪われた。

### 植民地時代

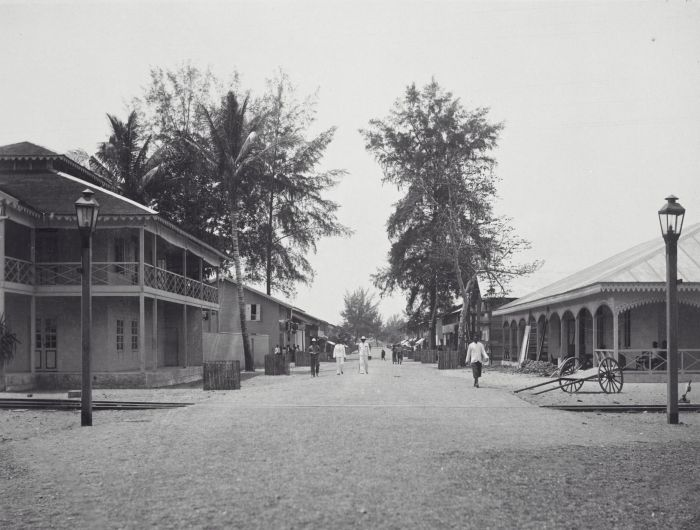
オランダ植民地時代のロークスマウェの通り

20世紀以前、この国はウリーバラン・クタブランが統治していた。
1920年代、クルエン・クンダ川が約11km2の小さい島を本土から切り離した。この島には総合政府や軍隊、鉄道やオランダ総督施設が設置された。

### 独立後
1944年の独立宣言後、インドネシア共和国政府はこの地区を整理しなかった。初めは、ロークスマウェはベストゥーデー・ファン・クンダとまとめられた。本土の人口は周辺からの流入によって増加した。
1956年、ロークスマウェが州都だった北アチェ州と北スマトラ州が合併した。
1986年、ロークスマウェは市制施行した。面積は253.87km2で、101の村と6の都市的村を含んだ。

## 交通
- 空路:マリクッサレー空港、ロクスコン空港
- 海路:クルエンゲウケウー港
- 陸路:テーパドゥ駅

## 政府公式リンク
For Any information about lhokseumawe city, you can ask directly to official government link below
- Official City
- Regional Development Planning Agency
- Regional Network documentation and Law information
- Auction services procurement